# Gasthaus zum Hirsch (Ichenhausen)

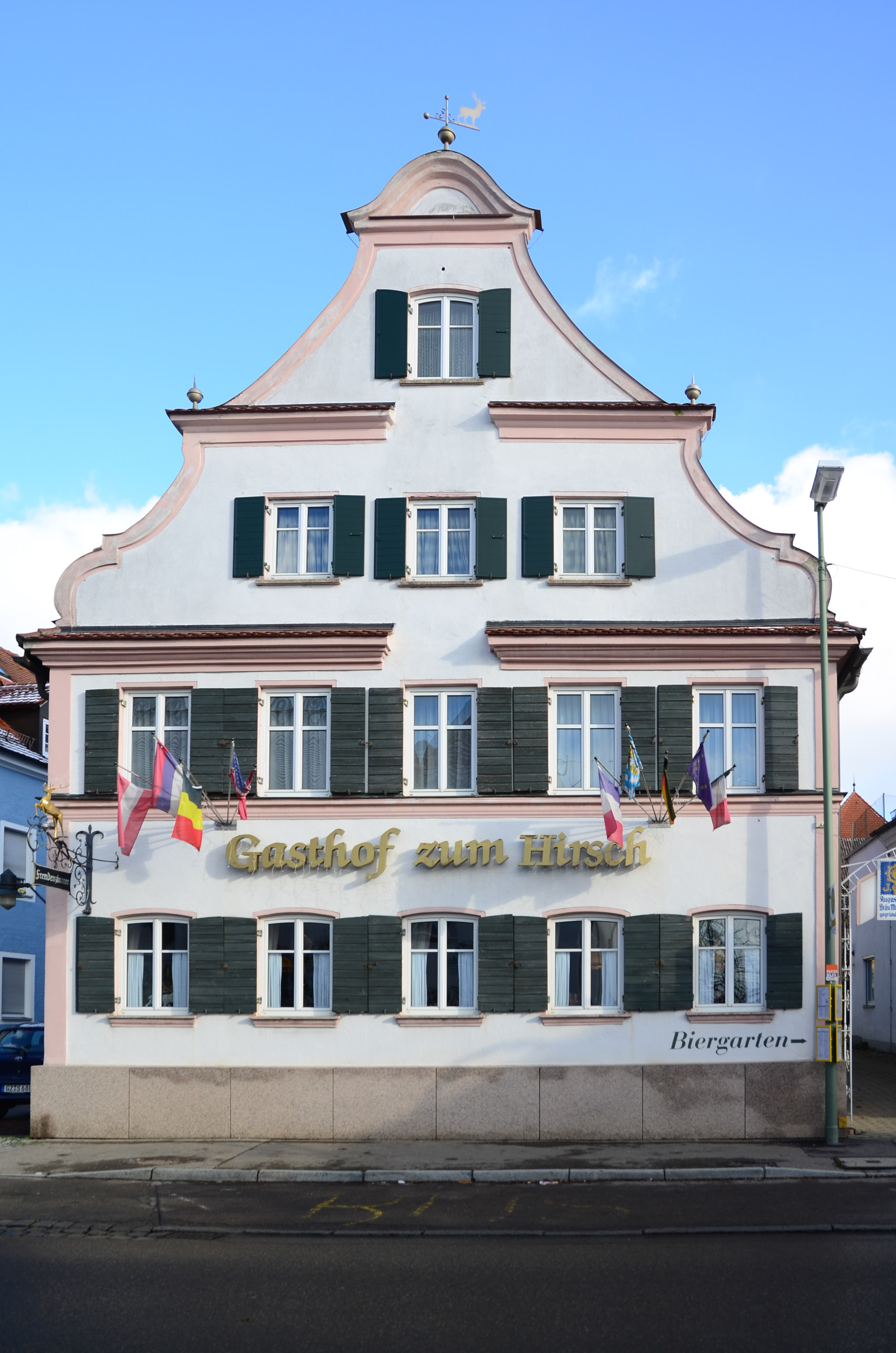
Gasthaus zum Hirsch in Ichenhausen

Das Gasthaus zum Hirsch in Ichenhausen, einer Stadt im Landkreis Günzburg im bayerischen Regierungsbezirk Schwaben, wurde 1714  errichtet. Das Gasthaus an der Heinrich-Sinz-Straße 1 ist ein geschütztes Baudenkmal.
Der barocke Bau mit Schweifgiebel und Geschossprofilen besitzt einen Keller mit Tonnengewölbe, der vermutlich von einem Vorgängerbau stammt. Der Dachstuhl aus der Erbauungszeit ist noch nahezu vollständig vorhanden. Die Eingangstür besitzt geschnitzte Rokokofelder.